# Rezerwat przyrody Las nad Jeziorem Mądrzechowskim
Rezerwat przyrody „Las nad Jeziorem Mądrzechowskim” (kaszb. Las nad Jezorem Mądrzechòwsczim) – leśny rezerwat przyrody na obszarze Pojezierza Bytowskiego utworzony w 1998 r. Zajmuje powierzchnię 25,00 ha (akt powołujący podawał 25,34 ha). Rezerwat obejmuje jary i wąwozy w okolicy Jeziora Mądrzechowskiego porośnięte lasami grądowymi i łęgowymi. Znajdują się tu również stanowiska skrzypu olbrzymiego. Najbliższe miejscowości to Mądrzechowo, Udorpie i Ugoszcz.
Rezerwat jest położony w obrębie otuliny Parku Krajobrazowego Dolina Słupi oraz w granicach obszaru siedliskowego sieci Natura 2000 „Dolina Słupi” PLH220052.
Rezerwat położony jest w całości na gruntach Skarbu Państwa w zarządzie Nadleśnictwa Bytów. Nie posiada planu ochrony, obowiązują w nim jednak zadania ochronne, na mocy których obszar rezerwatu podlega ochronie czynnej.